# Alábat
Alábat es un municipio de la provincia de Quezon, Filipinas, coincidente con la isla de Alábat. Según el censo del año 2000, este tiene una población de 14.204 personas y 2.989 viviendas.

## Barangayes
Alábat está dividida en 19 barangayes.
| - Ángeles - Bacong - Balungay - Buenavista - Caglate - Camagong - Gordón - Pambilan Norte - Pambilan Sur - Barangay 1 (Pob.) | - Barangay 2 (Pob.) - Barangay 3 (Pob.) - Barangay 4 (Pob.) - Barangay 5 (Pob.) - Villa Esperanza - Villa Jesús Este - Villa Jesús Oeste - Villa Norte - Villa Victoria |